# Tomohiro Nishikado
Tomohiro Nishikado (西角友宏), född den 31 mars 1944 i Osaka, är en japansk spelutvecklare, mest känd för att genom Space Invaders ha skapat shoot 'em up-spelet.
Efter studier vid Tokyos elingenjörshögskola (Tokyo Denki University) började Nishikado arbeta vid Pacific kōgyō, ett dotterbolag till Taito. 1978 utarbetade han spelet Space Invaders, vilket räknas som alla shoot 'em ups urfader. Nishikado har i intervjuer berättat att han inspirerades av den tidens Break out-spel, där man studsar en boll mot en mur som går sönder bit för bit. Han fick dock idén att låta muren röra på sig, och spelidén utvecklades därmed till ett prickskyttespel med rymdtema. Space Invaders var Taitos första datorstyrda arkadspel, och Nishikado fick i stort sett ensam bygga ihop utvecklingsmiljö och konstruera hårdvaran, vilket tog ungefär ett år.
Trots att Space Invaders blev en av spelhistoriens största framgångar fick Nishikado bara en smärre belöning för sitt arbete. Han arbetade ändå kvar hos Taito i tjugo år, mestadels som producent, innan han hoppade av för att leda ett nytt företag, Dreams. Även Dreams har Taito som sin främsta uppdragsgivare.